# تپه کله
تپه کله مربوط به دوران‌های تاریخی پس از اسلام است که در شهرستان آبیک، روستای کمال‌آباد واقع شده و این اثر در تاریخ ۱۷ اسفند ۱۳۸۱ با شمارهٔ ثبت ۷۵۹۷ به‌عنوان یکی از آثار ملی ایران به ثبت رسیده‌است.